# 球果堇菜
球果堇菜（学名：Viola collina）为堇菜科堇菜属的植物。分布于亚洲、朝鲜、日本、俄罗斯、欧洲以及中国大陆的甘肃、宁夏、辽宁、山东、黑龙江、山西、四川、安徽、江苏、河南、吉林、陕西、浙江、内蒙古、河北等地，生长于海拔50米至2,680米的地区，多生于沟谷、草坡、灌丛、林下、林缘或路旁阴湿处。

## 别名
毛果堇菜（江苏南部种子植物手册）、圆叶毛堇菜（东北师范大学研究通报）

## 变种
- 光叶球果堇菜（学名：Viola collina var. intramongolica）为堇菜科堇菜属球果堇菜的变种。分布在中国大陆的内蒙古等地，生长于海拔1,140米至1,200米的地区，多生长在落叶松林下以及山坡草丛。